# Campanulales
Campanulales é uma ordem de plantas pertencente à subclasse Asteridae, classe Magnoliopsida.
Como circunscrito no sistema Cronquist, Campanulales inclui as famílias:
- Pentaphragmataceae Em Watson e Dallwitz esta família tem 1 género, Pentaphragma com 30 espécies do Sudeste da Ásia.
- Sphenocleaceae - 1 género
- Campanulaceae - 28 géneros
- Stylidiaceae em Watson e Dallwitz possui 5 géneros e 150 espécies.
- Donatiaceae
- Brunoniaceae em Watson e Dallwitz existe só uma espécie na família, Brunonia australis
- Goodeniaceae - 1 género

Campanulales não é reconhecido como uma ordem no sistema APG II, onde as famílias são incluídas na ordem Asterales, exceptuando Sphenocleaceae em Solanales.